# Равнец (планина)
Вижте пояснителната страница за други значения на Равнец.
Равнец (до 29 юни 1942 г. Чуфадарица) е планински масив, дял на Калоферска планина, южно от Главното Старопланинско било, в Пловдив, между Стара река и Бяла река.
Планинският масив Равнец се издига южно от Главното Старопланинско било и е дял от Калоферска планина. На северозапад и запад достига до долината на Стара река, а на североизток и изток – до долината на Бяла река и двете леви притоци на Стряма. На юг достига до северната периферия на Карловската котловина. Западните, източните и южните му склонове са много стръмни, а на север чрез висока (1870 м) седловина се свързва с Калоферска планина в райна на връх Жълтеш (2229 м) и Ботевския масив.
От запад на изток масивът има дължина около 10 км, а ширината му е до 6 км. Билото е широко и равно, издигнато на 1900 – 2000 м н.в. със слабо изразени върхове. Най-висока точка е връх Равнец (2020,7 м), разположен в централната му част. Южните му склонове обърнати към Карловската котловина са стръмни, фацетирани и дълбоко разчленени от притоците на Стара река, Бяла река и Стряма.
Масивът е изграден от гранити и палеозойски кристалинни скали. Почвите са планинско-ливадни и кафяви горски. Билото е заето от хубави пасища с високопланинска тревна и храстова растителност. остатъци от букови гори са запазени в речните долини, а в по-ниските части са примесени с габър.
По южното му подножие са разположени град Карлово и село Васил Левски.
Равнец попада в границите на Национален парк „Централен Балкан“, в който се намира част от биосферния резерват „Джендема“. В планината са изградени хижите: „Васил Левски“, „Хубавец“, „Балкански рози“ и „Равнец“.
Интересни природни забележителности са водопадите Карловското пръскало и Сучурум. Северно от град Калофер, в долината на Бяла река е разположен Калоферския мъжки манастир.

## Топографска карта
- Лист от карта K-35-38. Мащаб: 1 : 100 000.
- Лист от карта K-35-50. Мащаб: 1 : 100 000.